# Агирре, Сальвадор
Сальвадор Агирре (исп. Salvador Aguirre; 11 августа 1862, Комаягуа – 22 июля 1947, Тегусигальпа) – гондурасский политический и государственный деятель, временный президент Гондураса (9-16 сентября 1919), министр внутренних дел (1933-1943), министр иностранных дел Гондураса (1924–1925), министр правительства Гондураса (1919), министр развития, сельского хозяйства и труда (1938–1943), депутат Национального конгресса Гондураса, юрист.
Изучал право в Национальном университете Гондураса , затем в Университете Сальвадора, был одним из основателей журнала El Democrata. Работал адвокатом. 
Участвовал в политической жизни общества. Член Национальной партии Гондураса.
В начале 1919 года президент Гондураса Франсиско Бертран развязал гражданскую войну против своих политических оппонентов,поэтому в сентябре того же года на пост президента был временно назначен Сальвадор Агирре.